# Daniel Aranibar
Daniel Aranibar fue un político peruano. 
Fue elegido diputado por la provincia de  entre 1872 y 1876 durante el gobierno de Manuel Pardo y reelecto en 1876 durante el gobierno de Mariano Ignacio Prado y 1879 durante el primer gobierno de Nicolás de Piérola y la Guerra con Chile.